# Challenger de Rimouski
EL Challenger Banque Nationale de Drummondville es un torneo profesional de tenis. Pertenece al ATP Challenger Series. Se juega desde el año 2006 sobre pistas duras, en Drummondville, Quebec, Canadá.

## Palmarés

### Individuales
| Lugar         | Año                | Campeón           | Finalista          | Resultado      |
| ------------- | ------------------ | ----------------- | ------------------ | -------------- |
| Drummondville | 2024               | Aidan Mayo        | Chris Rodesch      | 6–3, 3–6, 6–4  |
| Drummondville | 2023               | Zizou Bergs       | James Duckworth    | 6–4, 7–5       |
| Drummondville | 2022               | Vasek Pospisil    | Michael Mmoh       | 7–65, 4–6, 6–4 |
| Drummondville | 2021               | No celebrado      | No celebrado       | No celebrado   |
| Drummondville | 2020               | Maxime Cressy     | Arthur Rinderknech | 6–74, 6–4, 6–4 |
| Drummondville | 2019               | Ričardas Berankis | Yannick Maden      | 6–3, 7–5       |
| Drummondville | 2018               | Denis Kudla       | Benjamin Bonzi     | 6–0, 7–5       |
| Drummondville | 2017               | Denis Shapovalov  | Ruben Bemelmans    | 6–3, 6–2       |
| Drummondville | 2016               | Daniel Evans      | Edward Corrie      | 6–3, 6–4       |
| 2015          | John-Patrick Smith | Frank Dancevic    | 6-711, 7-63, 7-5   |                |
| Rimouski      |                    |                   |                    |                |
| 2014          | Samuel Groth       | Ante Pavić        | 7-63, 6-2          |                |
| 2013          | Rik de Voest       | Vasek Pospisil    | 7-66, 6-4          |                |
| 2012          | Vasek Pospisil     | Maxime Authom     | 7-66, 6-4          |                |
| 2011          | Fritz Wolmarans    | Bobby Reynolds    | 6-72, 6-3, 7-63    |                |
| 2010          | Rik de Voest       | Tim Smyczek       | 6–0, 7–5           |                |
| 2009          | No se disputó      | No se disputó     | No se disputó      |                |
| 2008          | Ryan Sweeting      | Kristian Pless    | 6-4, 7-6           |                |
| 2007          | Brendan Evans      | Ilija Bozoljac    | 6-7, 6-4, 6-4      |                |
| 2006          | Kristian Pless     | Lu Yen-hsun       | 6-4, 7-6           |                |

### Dobles
| Lugar         | Año                              | Campeones                            | Finalistas                           | Resultado         |
| ------------- | -------------------------------- | ------------------------------------ | ------------------------------------ | ----------------- |
| Drummondville | 2024                             | Robert Cash James Tracy              | Liam Draxl Cleeve Harper             | 6–2, 6–4          |
| Drummondville | 2023                             | André Göransson Toby Samuel          | Liam Draxl Giles Hussey              | 6–72, 6–3, [10–8] |
| Drummondville | 2022                             | Julian Cash Arthur Fery              | Henry Patten Giles Hussey            | 6–3, 6–3          |
| Drummondville | 2021                             | No se disputó                        | No se disputó                        | No se disputó     |
| Drummondville | 2020                             | Manuel Guinard Arthur Rinderknech    | Roberto Cid Subervi Gonçalo Oliveira | 7–64, 7–63        |
| Drummondville | 2019                             | Scott Clayton Adil Shamasdin         | Matt Reid John-Patrick Smith         | 7–5, 3–6, [10–5]  |
| Drummondville | 2018                             | Joris De Loore Frederik Nielsen      | Luis David Martínez Filip Peliwo     | 6–4, 6–3          |
| Drummondville | 2017                             | Sam Groth Adil Shamasdin             | Matt Reid John-Patrick Smith         | 6–3, 2–6, [10–8]  |
| Drummondville | 2016                             | James Cerretani Max Schnur           | Daniel Evans Lloyd Glasspool         | 3–6, 6–3, [11–9]  |
| Drummondville | 2015                             | Philip Bester Chris Guccione         | Frank Dancevic Frank Moser           | 6–4, 7–66         |
| Drummondville | Rimouski                         |                                      |                                      |                   |
| 2014          | Edward Corrie Daniel Smethurst   | Germain Gigounon Olivier Rochus      | 6-2, 6-1                             |                   |
| 2013          | Samuel Groth John-Patrick Smith  | Philipp Marx Florin Mergea           | 7-65, 7-67                           |                   |
| 2012          | Tomasz Bednarek Olivier Charroin | Jaan-Frederik Brunken Stefan Seifert | 6-3, 6-2                             |                   |
| 2011          | Treat Conrad Huey Vasek Pospisil | David Rice Sean Thornley             | 6-0, 6-1                             |                   |
| 2010          | Kaden Hensel Adam Hubble         | Scott Lipsky David Martin            | 7-65, 3-6, [11-9]                    |                   |
| 2009          | No se disputó                    | No se disputó                        | No se disputó                        |                   |
| 2008          | Vasek Pospisil Milos Raonic      | Kristian Pless Michael Ryderstedt    | 5-7, 6-4, [10-6]                     |                   |
| 2007          | Daniel King-Turner Robert Smeets | Brendan Evans Alberto Francis        | 7-5, 6-7, [10-7]                     |                   |
| 2006          | Frederik Nielsen Kristian Pless  | Jasper Smit Martijn van Haasteren    | 6-2, 6-4                             |                   |